# Natação no Campeonato Europeu de Esportes Aquáticos de 2014 - 400 m livre feminino
A prova dos 400 metros livre feminino da natação no Campeonato Europeu de Esportes Aquáticos de 2014 ocorreu no dia 24 de agosto em Berlim, na Alemanha. 

## Calendário
| Fase          | Data         | Hora  |
| ------------- | ------------ | ----- |
| Eliminatórias | 24 de agosto | 09:38 |
| Final         | 24 de agosto | 16:47 |

Todos os horários estão no horário local (UTC+1)

## Recordes
Antes desta competição, os recordes eram os seguintes:
| Recorde mundial       | Katie Ledecky       | 3:58.86 | Irvine    | 9 de agosto de 2014 |
| Recorde europeu       | Federica Pellegrini | 3:59.15 | Roma      | 26 de julho de 2009 |
| Recorde do campeonato | Federica Pellegrini | 4:01.53 | Eindhoven | 24 de março de 2008 |

## Medalhistas
| Ouro                | Prata                       | Bronze                |
| Jazmin Carlin (GBR) | Sharon van Rouwendaal (NED) | Mireia Belmonte (ESP) |

## Resultados

### Eliminatórias
Esses foram os resultados das eliminatórias. 
| Pos. | Bateria | Raia | Nadadora              | Nacionalidade | Tempo   | Notas |
| ---- | ------- | ---- | --------------------- | ------------- | ------- | ----- |
| 1    | 2       | 5    | Federica Pellegrini   | Itália        | 4:07.09 | Q     |
| 2    | 2       | 4    | Mireia Belmonte       | Espanha       | 4:07.12 | Q     |
| 3    | 3       | 7    | Sharon van Rouwendaal | Países Baixos | 4:07.59 | Q     |
| 4    | 3       | 5    | Jazmin Carlin         | Reino Unido   | 4:08.17 | Q     |
| 5    | 3       | 6    | Boglárka Kapás        | Hungria       | 4:09.17 | Q     |
| 6    | 3       | 4    | Melani Costa          | Espanha       | 4:09.59 | Q     |
| 7    | 3       | 3    | Lotte Friis           | Dinamarca     | 4:09.75 | Q     |
| 8    | 3       | 1    | Diletta Carli         | Itália        | 4:09.84 | Q     |
| 9    | 2       | 1    | Sarah Köhler          | Alemanha      | 4:10.37 |       |
| 10   | 2       | 6    | Coralie Balmy         | França        | 4:10.48 |       |
| 11   | 3       | 2    | Aurora Ponselè        | Itália        | 4:11.21 |       |
| 12   | 1       | 4    | Barbora Závadová      | Chéquia       | 4:13.18 |       |
| 13   | 1       | 5    | Sycerika McMahon      | Irlanda       | 4:13.26 |       |
| 14   | 2       | 7    | Johanna Friedrich     | Alemanha      | 4:15.04 |       |
| 15   | 3       | 0    | Julie Lauridsen       | Dinamarca     | 4:15.44 |       |
| 16   | 2       | 0    | Julia Hassler         | Liechtenstein | 4:15.98 |       |
| 17   | 3       | 8    | Arina Openysheva      | Rússia        | 4:16.19 |       |
| 18   | 2       | 8    | Esmee Vermeulen       | Países Baixos | 4:17.04 |       |
| 19   | 3       | 9    | Gaja Natlacen         | Eslovênia     | 4:17.69 |       |
| 20   | 1       | 6    | Katarina Simonović    | Croácia       | 4:20.09 |       |
| 21   | 1       | 1    | Alyona Kyselyova      | Ucrânia       | 4:21.01 |       |
| 22   | 2       | 9    | Maj Howardsen         | Dinamarca     | 4:21.09 |       |
| 23   | 1       | 2    | Lisa Stamm            | Suíça         | 4:23.40 |       |
| 24   | 1       | 7    | Alena Benešová        | Chéquia       | 4:28.56 |       |
| 25   | 1       | 3    | Anna-Marie Benešová   | Chéquia       | 4:29.11 |       |
| —    | 2       | 2    | Alice Mizzau          | Itália        |         | DNS   |
| —    | 2       | 3    | Katinka Hosszú        | Hungria       |         | DNS   |

### Final
Esse foi o resultado da final. 
| Pos.              | Raia | Nadadora              | Nacionalidade | Tempo   | Notas |
| ----------------- | ---- | --------------------- | ------------- | ------- | ----- |
| Medalha de ouro   | 6    | Jazmin Carlin         | Reino Unido   | 4:03.24 |       |
| Medalha de prata  | 3    | Sharon van Rouwendaal | Países Baixos | 4:03.76 |       |
| Medalha de bronze | 5    | Mireia Belmonte       | Espanha       | 4:04.01 |       |
| 4                 | 4    | Federica Pellegrini   | Itália        | 4:04.42 |       |
| 5                 | 2    | Boglárka Kapás        | Hungria       | 4:06.61 |       |
| 6                 | 7    | Melani Costa          | Espanha       | 4:07.42 |       |
| 7                 | 1    | Lotte Friis           | Dinamarca     | 4:10.13 |       |
| 8                 | 8    | Diletta Carli         | Itália        | 4:12.56 |       |

Legenda
| Recorde mundial       | Recorde mundial (World record)               |                       | Recorde africano                      | Recorde africano (African) |                                           | Q | Classificado por posição (Qualified) |
| Recorde do campeonato | Recorde do campeonato (Championship record)  | Recorde da América    | Recorde da América (Americas)         | q                          | Classificado por melhor tempo (Qualified) |   |                                      |
| Melhor marca do ano   | Melhor marca do ano (World leading)          | Recorde asiático      | Recorde asiático (Asian)              | DNS                        | Não largou (Did not start)                |   |                                      |
| Recorde nacional      | Recorde nacional (National record)           | Recorde europeu       | Recorde europeu (European)            | DNF                        | Não terminou (Did not finish)             |   |                                      |
| Recorde pessoal       | Recorde pessoal do atleta (Personal best)    | Recorde da Oceania    | Recorde da Oceania (Oceania)          | DSQ / DQ                   | Desclassificado (Disqualified)            |   |                                      |
| Recorde da temporada  | Recorde da temporada do atleta (Season best) | Recorde sul-americano | Recorde sul-americano (South America) | NM                         | Sem marca (No mark)                       |   |                                      |